# Cneo Terencio Hómulo
Cneo o Gneo Lucio Terencio Hómulo Junior (en latín: Gnaeus Lucius Terentius Homullus Iunior) fue un senador romano que vivió en el siglo II, y desarrolló su cursus honorum bajo los reinados de Adriano, Antonino Pío, y Marco Aurelio.

## Carrera política
Una inscripción prueba que Hómulo fue legado de la legio VII Gemina en el año 140. Por diplomas militares, que están fechados el 19 de julio y el 11 de agosto del año 146, se demuestra que Hómulo fue cónsul sufecto en el año 146 junto con Lucio Aurelio Galo.